# Хатминский, Фёдор Семёнович
Фёдор Семёнович Хатминский (1 октября 1903 года — 14 декабря 1969 года) — советский военный лётчик и военачальник, генерал-майор авиации, участник советско-финской и Великой Отечественной войн.

## Биография
Родился в Рутченском руднике (ныне — территория Донецкой области Украины) в семье шахтёров.
В октябре 1925 года был призван на службу в Рабоче-крестьянскую Красную Армию. В 1927 году он окончил Ленинградскую военно-теоретическую школу ВВС, в 1928 году — Качинскую военную авиационную школу лётчиков, в 1934 году — Липецкую высшую лётно-тактическую школу ВВС. Служил на командных должностях в штурмовых авиационных частях. С мая 1939 года служил начальником штаба Центрального аэроклуба имени В. П. Чкалова. Участвовал в боях советско-финской войны, будучи командиром эскадрильи 72-го скоростного бомбардировочного авиационного полка.
Начало Великой Отечественной войны Хатминский встретил в должности командира 311-го разведывательного авиационного полка. С июля 1941 года он служил начальником учебных центров Военно-воздушных сил сначала Северного, а затем Ленинградского фронтов. Весной 1942 года он был переведён на должность заместителя командующего Военно-воздушными силами 23-й армии, а в ноябре того же года стал командующим армейской авиацией. Участвовал в боях под Ленинградом и на Карельском перешейке.
10 ноября 1942 года полковник Фёдор Хатминский был назначен на должность командира 277-й штурмовой авиационной дивизии 13-й (впоследствии — 1-й) воздушной армии. Во главе её принимал активное участие в прорыве и окончательном снятии блокады Ленинграда, освобождении Новгородской области, боях на территории Прибалтики и Восточной Пруссии. 20 апреля 1945 года Хатминскому было присвоено воинское звание генерал-майора авиации.

Могила Хатминского на Лукьяновском военном кладбище Киева.

После окончания войны Хатминский продолжил службу в Советской Армии. С августа 1946 года он служил командиром 281-й транспортной авиационной дивизии ВДВ СССР. В мае 1947 года Хатминский был переведён на должность начальника штаба тыла ВВС Приволжского военного округа, а в марте 1949 года — начальника отдела боевой подготовки штаба 34-й воздушной армии Закавказского военного округа. С декабря 1950 года он возглавлял отдел боевой подготовки и вузов Военно-воздушных сил Уральского военного округа. 
В апреле 1955 года Хатминский был уволен в запас. Проживал в Киеве, где и похоронен на Лукьяновском военном кладбище.
Его сын — профессор-офтальмолог Ю. Ф. Хатминский (1932—2016).
Был награждён орденом Ленина, пятью орденами Красного Знамени, двумя орденами Суворова 2-й степени, орденами Кутузова 2-й степени, Отечественной войны 1-й степени и Красной Звезды, рядом медалей.